# Periglypta listeri
Periglypta listeri är en musselart som först beskrevs av John Edward Gray 1838.  Periglypta listeri ingår i släktet Periglypta och familjen venusmusslor. Inga underarter finns listade i Catalogue of Life.